# American Society of Media Photographers
L'American Society of Media Photographers (ASMP) est une association de photographes américaine.
Elle possède plus de 7 000 membres dans 30 pays.

## Histoire
À l'automne 1944, une vingtaine de photographes new-yorkais ont formé la Society of Magazine Photographers ou SMP. En quelques mois, cependant, ils ont dû changer le nom en American Society of Magazine Photographers parce que l'acronyme SMP était déjà utilisé par une autre organisation (en 1992, reconnaissant qu'elle s'était développée bien au-delà des frontières de l'industrie du magazine, la Société a adopté son nom actuel). Leur objectif était de résoudre leurs problèmes communs : manque de lignes de crédit, reproduction non autorisée d'images et copie non créditée de photographies. par des illustrateurs et des artistes. Ils espéraient également augmenter leurs taux de rémunération. Le premier président en est le photographe Philippe Halsman. 
Dans les premières années, une majorité au sein de la Société était d'avis que l'ASMP devrait être un syndicat et négocier collectivement les salaires et les conditions de travail. Cependant, c'était loin de faire l'unanimité. Une minorité substantielle ne voulait rien avoir à faire avec les syndicats et considérait l'ASMP comme une guilde professionnelle sur le modèle de l'American Bar Association ou de l'American Medical Association. Au cours des années 1950, le problème était la cause de fréquents schismes et de démissions massives. La question a été réglée par une décision de 1976 du National Labor Relations Board, qui a déterminé que l'ASMP était un groupe d'entrepreneurs indépendants et, par conséquent, inéligible pour être un syndicat.
Par la suite, l'ASMP a concentré ses efforts sur des domaines qui sont des activités traditionnelles des associations professionnelles : le réseautage, le plaidoyer et les pratiques commerciales.

## Activités

### Réseautage et groupes d'intérêt
De quelques douzaines de photojournalistes à New York, la Society s'est rapidement développée. Des sections locales ont été formées, d'abord à Los Angeles et à San Francisco, puis dans d'autres villes. Aujourd'hui, il y a 39 chapitres, couvrant les principales régions métropolitaines des États-Unis. Bien que le groupe distribue des vidéos de ses principaux événements, la sensibilisation des petites villes reste un défi permanent.
Au cours des années 1950 et 1960, l'ASMP s'est également développé pour englober un plus large éventail d'applications photographiques, y compris des spécialités telles que la publicité, le catalogue, l'imagerie architecturale et industrielle. Après l'avènement d'Internet, les groupes spécialisés de la Société ont profité de l'échange d'idées gratuit et facile que les babillards électroniques, les listes de diffusion et les réseaux sociaux pouvaient offrir.

### Défense des intérêts des photographes
Bien qu'à l'époque âgé de 88 ans et incapable d'assister en personne, en 1967, Edward Steichen, en tant que membre toujours actif du comité du droit d'auteur de l'ASMP, et David Linton en tant que président du comité, ont écrit des soumissions aux audiences du Sénat américain pour soutenir les révisions de la loi sur le droit d'auteur. Steichen a demandé que « ce jeune géant des arts visuels se voit accorder des droits égaux en tenant compte de ses problèmes particuliers ». Linton a écrit : « Nous nous joignons à d'autres créateurs d'« œuvres d'auteur originales » pour soutenir la durée du droit d'auteur proposée de la vie du créateur plus cinquante ans après. ».
Au cours des années 1970, le Congrès a débattu d'une révision majeure des lois sur le droit d'auteur, aboutissant à l'adoption de la loi sur le droit d'auteur de 1976. L'ASMP a fait pression pour que la loi accorde automatiquement le droit d'auteur au créateur d'une œuvre (en vertu de l'ancienne loi américaine, le droit d'auteur dépendait de l'enregistrement de l'œuvre auprès du Copyright Office). De même, à la fin des années 1990, l'ASMP a fait pression en faveur du Sonny Bono Copyright Extension Act, qui a mis la loi américaine en conformité avec le traité international de la Convention de Berne. en prolongeant la durée du droit d'auteur à la vie du créateur plus 70 ans.
Plusieurs congrès récents ont envisagé un changement dans le traitement des « œuvres orphelines », qui sont des œuvres protégées par le droit d'auteur dont le propriétaire ne peut être identifié ou localisé. L'ASMP a témoigné de l'impact sur les photographes des changements proposés, et a travaillé avec les comités du Congrès pour atténuer les dommages qui pourraient être causés.
L'ASMP a également soutenu des photographes devant les tribunaux, en déposant des mémoires d'amicus curiae et en fournissant un soutien financier dans un certain nombre d'affaires faisant jurisprudence. Les principales affaires de ces dernières années incluent New York Times Co. contre Tasini (Cour suprême des États-Unis) et Jarvis contre K2 (Cour d'appel du neuvième circuit). L'ASMP (avec la Graphic Artists Guild, le Picture Archive Council of America, la North American Nature Photography Association, les Professional Photographers of America et plusieurs photographes individuels) a déposé un recours collectif contre Google, affirmant que le projet Library de Google, qui numérise des millions de livres et de publications, enfreint les droits d'auteur des photographes, illustrateurs et artistes visuels.
Certains chapitres proposent des conférences ou de petites réunions pour faciliter les questions liées aux affaires connues sous le nom de Brain Trusts.

### Éducation professionnelle
En 1973, à l'instigation de Lawrence Fried, alors président, l'ASMP a publié Professional Business Practices in Photography, une compilation des procédures recommandées, de la terminologie de l'industrie et des formulaires et contrats standard. Initialement publiée sous forme de feuilles mobiles (et officieusement appelée la « Bible des affaires »), la publication a été régulièrement révisée au fil des ans ; la septième édition a été publiée en tant que livre de poche commercial en 2008.
En plus du livre Professional Business Practices, destiné aux photographes, l'ASMP a publié des brochures pour les utilisateurs de photos qui expliquent le fonctionnement de l'entreprise. La Société a également organisé régulièrement des séminaires d'entreprise et des conférences sur des sujets d'intérêt pour les photographes professionnels.
L'ASMP faisait partie des membres fondateurs de la Coalition UPDIG, qui a publié en 2006-2007 un ensemble de recommandations techniques pour une reproduction précise des images numériques. En 2008-2011, l'ASMP a parrainé le projet dpBestflow qui, avec le soutien financier de la Bibliothèque du Congrès, a publié des bonnes pratiques et des tutoriels pour la préservation des images numériques.

## Exposition
- mars 2015 : From Dead Serious to Great Fun, Denver Performing Arts Complex - dans le cadre du Month of Photography de Denver ; présentation des photographies de Philippe Halsman et des membres actuels de l'American Society of Media Photographers[3].